# 切尔滕纳姆圣母堂
51°54′5.65″N 2°4′34.64″W / 51.9015694°N 2.0762889°W
切尔滕纳姆圣母堂（Cheltenham Minster, St Mary's）是英格兰格洛斯特郡切尔滕纳姆的一座一级登录建筑、是一个英格兰圣公会的大教堂（minster）。
大教堂是切尔滕纳姆唯一幸存的中世纪建筑。它持续使用了850年，只是在1859年至1877年之间，断断续续地关闭维修。